# Uchechi Sunday
Uchechi Lopez Sunday (* 9. September 1994 in Port Harcourt, Nigeria) ist eine nigerianische Fußballspielerin.

## Karriere
Sunday begann ihre Karriere 2004 mit Rivers Angels in Nigeria und spielte ab 2009 in deren Profi-Mannschaft in der ersten Frauen-Liga des Landes. Nachdem sie bei der U-20-Fußball-Weltmeisterschaft der Frauen 2010 überzeugte unterschrieb Sunday am 14. April 2011 in der Schweiz einen Vertrag beim FC Neunkirch. Sie überzeugte zum Saisonende in der Schweiz und wurde mit 18 Toren in nur 8 Spielen beste Torschützin ihres Teams in der Gruppe 3 der 1. Liga. Im August 2011 und dem Ende der Fußball-WM in Deutschland kehrte sie zu den Rivers Angels zurück.

## Internationale Karriere
Sunday nahm für Nigeria an der U-20-Fußball-Weltmeisterschaft der Frauen 2010 in Deutschland teil und legte mit 6 Toren in der Qualifikation zuvor den Grundstein für die Teilnahme. Beim Endturnier kam sie allerdings nur zu einem 22-Minuten-Einsatz am 21. Juli 2010 in Bochum gegen Mexiko. Sie nahm bei der Fußball-Weltmeisterschaft der Frauen 2011 als jüngste Teilnehmerin ihres Landes am Turnier in Deutschland teil. Am 26. Juni 2011 kam sie im Rahmen der WM zu ihrem ersten A-Länderspiel für Nigeria. Drei Jahre später führte sie bei ihrer zweiten Teilnahme an einer U-20-Fußball-Weltmeisterschaft der Frauen die Nigerianische U-20 mit drei Toren in 5 Spielen ins Finale, des Endturnieres in Kanada.

## Privates
Sie ist bekennende Christin.